# Diecezja Biloxi
Diecezja Biloxi (łac. Dioecesis Biloxiiensis, ang. Diocese of Biloxi) jest diecezją Kościoła rzymskokatolickiego w południowo-wschodniej części stanu Missisipi. Obejmuje 17 hrabstw.

## Historia
Diecezja została kanonicznie erygowana 1 marca 1977 roku przez papieża Pawła VI. Wyodrębniono ją z terenów ówczesnej diecezji Natchez-Jackson (która tego samego dnia zmieniła nazwę na diecezja Jackson). Pierwszym ordynariuszem został afroamerykański kapłan, dotychczasowy biskup pomocniczy diecezji Natchez-Jackson Joseph Lawson Howze (1923–2019). Kościół, który został wyznaczony na katedrę diecezjalną, wybudowano w roku 1902.

## Główne świątynie
- Katedra: Katedra Narodzenia Najświętszej Maryi Panny w Biloxi

## Biskupi diecezjalni
- Joseph Lawson Howze (1977–2001)
- Thomas Rodi (2001–2008)
- Roger Morin (2009–2016)
- Louis Kihneman (od 2017)